# Xenodesmus paulistus
Xenodesmus paulistus är en mångfotingart som beskrevs av Filippo Silvestri 1947. Xenodesmus paulistus ingår i släktet Xenodesmus och familjen fingerdubbelfotingar. Inga underarter finns listade i Catalogue of Life.